# Tamansari (Kerjo)
Tamansari is een bestuurslaag in het regentschap Karanganyar van de provincie Midden-Java, Indonesië. Tamansari telt 2676 inwoners (volkstelling 2010).